# Caenotropus schizodon
Caenotropus schizodon is een straalvinnige vissensoort uit de familie van de zilverkopstaanders (Chilodontidae). De wetenschappelijke naam van de soort is voor het eerst geldig gepubliceerd in 2007 door Scharcansky & Lucena.